# Kaoru Abe
Kaoru Abe (jap. 阿部 薫, Abe Kaoru; * 3. Mai 1949 in Kawasaki; † 9. September 1978) war ein japanischer Jazz-Pianist, Gitarrist und avantgardistischer Altsaxophonist des Free Jazz, dem oftmals nachgesagt wird, den aggressivsten Ansatz überhaupt gehabt zu haben.
In jungen Jahren brachte er sich das Saxophonspiel autodidaktisch bei. Generell spielte er zumeist solo, arbeitete aber im Laufe seiner Karriere auch mit Musikern wie Masayuki Takayanagi, Sabu Toyozumi und Aquirax Aida zusammen. Für unterschiedliche Plattenlabel spielte Kaoru in den 1970er Jahren zahlreiche Aufnahmen ein, die Mehrzahl seiner Veröffentlichungen erschienen bei DIW Records. 1977 nahm er mit Keizo Inoue und Tatsuya Nakamura ein Livealbum auf (Live at 八王子アローン). Im März 1978 entstand in Quartettbesetzung mit Toshinori Kondō, Derek Bailey und Motoharu Yoshizawa das Album Aida’s Call und wenige Tage vor seinem Tod nahm er The Last Recording (auch als Last Date bekannt) auf.
Kaoru war ein Cousin des bekannten Sängers Kyū Sakamoto und mit der Autorin Izumi Suzuki verheiratet. Im Alter von nur 29 Jahren starb der außerhalb Japans kaum bekannte Kaoru an einer Drogenüberdosis; sein Tod wurde im japanischen Jazz-Untergrund rasch romantisiert. Der Regisseur Kōji Wakamatsu machte ihn 1995 zur Titelfigur seines Filmes Endless Waltz.